# Solco occipitale trasverso
Il solco occipitale trasverso è una struttura del lobo occipitale.
Questo solco è adiacente ai margini posteriori del ramo occipitale del solco intraparietale, e si estende per la parte superiore del lobo, a poca distanza, dietro la fessura parietoccipitale.